# 獅子灣
獅子灣（英語：Lions Bay）是加拿大卑詩省大溫哥華地區西北角一個村落。獅子灣座落豪灣東岸，離西溫哥華的馬蹄灣約11公里，面積有2.55平方公里，據2011年人口普查有1318名居民。卑詩省99號公路為獅子灣的主要對外運輸綫，而村内的巴士服務則由西溫藍巴士系統營運，並與運輸聯線轄下的其他公共交通系統衡接。
獅子灣一帶地勢崎嶇，早年因交通不便而人煙稀少。豪灣沿岸的賓士域灘於1908年被勘測，而首批居民則於1911年抵達此處。他們大多為季節性居民，通常在夏季乘船到此避暑，秋季來臨時再返回原居地。太平洋大東方鐵路和史戈密殊公路（現99號公路）分別於1954年和1958年開通後，獅子灣的對外交通大為改善，而電力和電話服務於1950年代末接通後為獅子灣帶來更多常住居民。獅子灣於1971年1月2日正式設村，並於翌年加盟大溫哥華區域局。

## 外部連結
- （英文）Village of Lions Bay－獅子灣村政府官方網站